# Аллендейл (округ, Південна Кароліна)
Шаблон:StateAbbr_ 32°59′ пн. ш. 81°21′ зх. д. / 32.99° пн. ш. 81.35° зх. д.
Округ Аллендейл (англ. Allendale County) — округ (графство) у штаті Південна Кароліна, США. Ідентифікатор округу 45005.

## Історія
Округ утворений 1919 року.

## Демографія
За даними перепису
2000 року
загальне населення округу становило 11211 осіб, зокрема міського населення було 6695, а сільського — 4516.
Серед мешканців округу чоловіків було 5837, а жінок — 5374. В окрузі було 3915 домогосподарств, 2617 родин, які мешкали в 4568 будинках.
Середній розмір родини становив 3,21.
Віковий розподіл населення поданий у таблиці:
| Стать    | До 15 років | 15-21 | 22-29 | 30-39 | 40-49 | 50-65 | 65-85 | Понад 85 |
| -------- | ----------- | ----- | ----- | ----- | ----- | ----- | ----- | -------- |
| Чоловіки | 1297        | 651   | 706   | 901   | 868   | 865   | 509   | 40       |
| Жінки    | 1155        | 537   | 507   | 664   | 782   | 857   | 723   | 149      |

## Суміжні округи
- Бемберг – північний схід
- Коллтон – схід
- Гемптон – південний схід
- Скревен, Джорджія – південний захід
- Берк, Джорджія – захід
- Барнвелл – північний захід

## Виноски
1. ↑  U.S. Decennial Census. United States Census Bureau. Архів оригіналу за 26 квітня 2015. Процитовано 15 березня 2015.
2. ↑  Historical Census Browser. University of Virginia Library. Архів оригіналу за 11 серпня 2012. Процитовано 15 березня 2015.
3. ↑  Forstall, Richard L., ред. (27 березня 1995). Population of Counties by Decennial Census: 1900 to 1990. United States Census Bureau. Архів оригіналу за 2 лютого 2015. Процитовано 15 березня 2015.
4. ↑  Census 2000 PHC-T-4. Ranking Tables for Counties: 1990 and 2000 (PDF). United States Census Bureau. 2 квітня 2001. Архів оригіналу (PDF) за 18 грудня 2014. Процитовано 15 березня 2015.
5. ↑  State & County QuickFacts. United States Census Bureau. Архів оригіналу за 6 червня 2011. Процитовано 22 листопада 2013. [Архівовано 2011-06-06 у Wayback Machine.](англ.) Наведено за англійською вікіпедією.
6. ↑  American FactFinder. Бюро перепису населення США. Архів оригіналу за 26 лютого 2012. Процитовано 31 січня 2008. [Архівовано 2008-05-21 у Wayback Machine.]

| США | Це незавершена стаття з географії США. Ви можете допомогти проєкту, виправивши або дописавши її. |